# تهاجم هوایی بغداد، ۱۲ ژوئیه ۲۰۰۷
حملات هوایی بغداد در ۱۲ ژوئیه ۲۰۰۷ چند حمله هوا به زمین بود که در زمان شورش و جنگ عراق توسط دو هلیکوپتر بوئینگ ای‌اچ-۶۴ آپاچی نیروی زمینی ایالات متحده آمریکا در محله حی الأمین واقع در بغداد الجدیدة هدایت و عملیاتی شد. پوشش جهانی این خبر پس از اینکه ویکی‌لیکس ویدئوی ۳۹ دقیقه ای این حملات که با دوربین هدف‌گیری هلیکوپتر ضبط شده بود را در ۵ آوریل ۲۰۲۰ پخش کرد موجب اعتراضات فراگیر شد.
گفته شده این ویدئو طبقه‌بندی شده بودهولی چلسی منینگ سرباز ارتش آمریکا در سال ۲۰۱۳ شهادت داده که ویدئو طبقه‌بندی شده نبوده‌است. این ویدئو که ویکی‌لیکس تحت عنوان کشتار جمعی پخش کرده نشان می‌دهد که خدمه هلیکوپتر به سوی گروهی از مردان غیرنظامی در خیابان آتش گشودند که تعداد زیادی از آنها کشته می‌شوند. خدمه نیروی هوایی آمریکا سپس مدعی شدند که برای دفاع از خود تیراندازی کرده و کشته شدگان این حمله را مسخره کردند.

در این حمله ۱۲ نفر شامل دو خبرنگار از جمله نمیر نورالدین، عکاس ۲۲ ساله رویتر کشته و دو کودک زخمی شدند. یک مقام رسمی ارتش آمریکا که نامش فاش نشده‌است اصالت ویدئو را تأیید کرده‌است. این ویدئو اعتراض و خشم جهانی را دربرداشته و موجب گفتگو پیرامون قانونی و اخلاقی بودن اینگونه حملات شد.

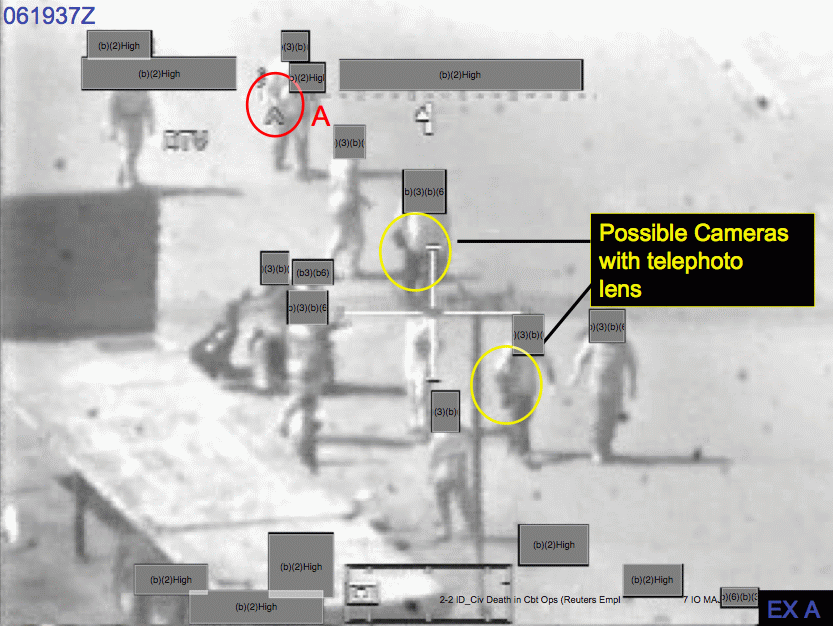
فیلمبردار و شورشیان مسلح (تمام تصویر از گزارش ارتش)
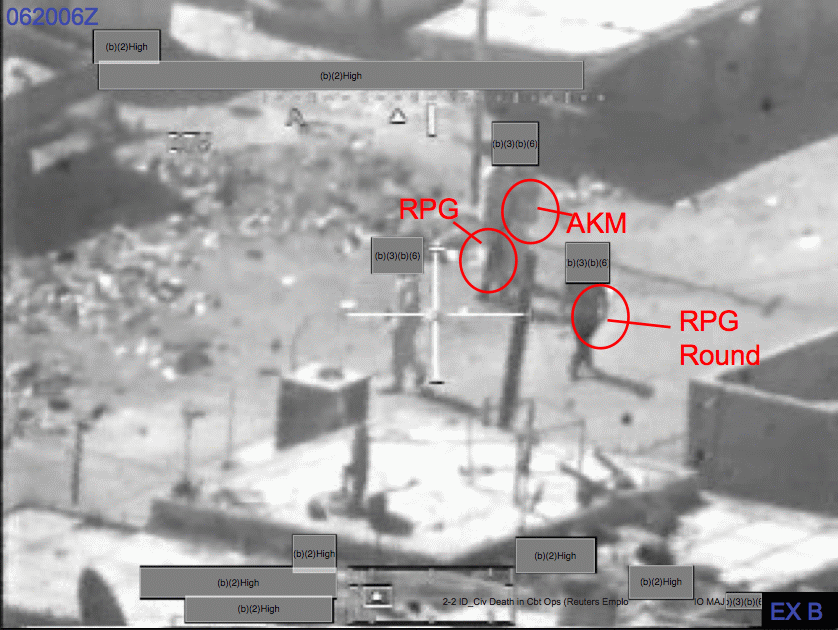
شورشیان مجهز به سلاح آر پی جی و آکاام
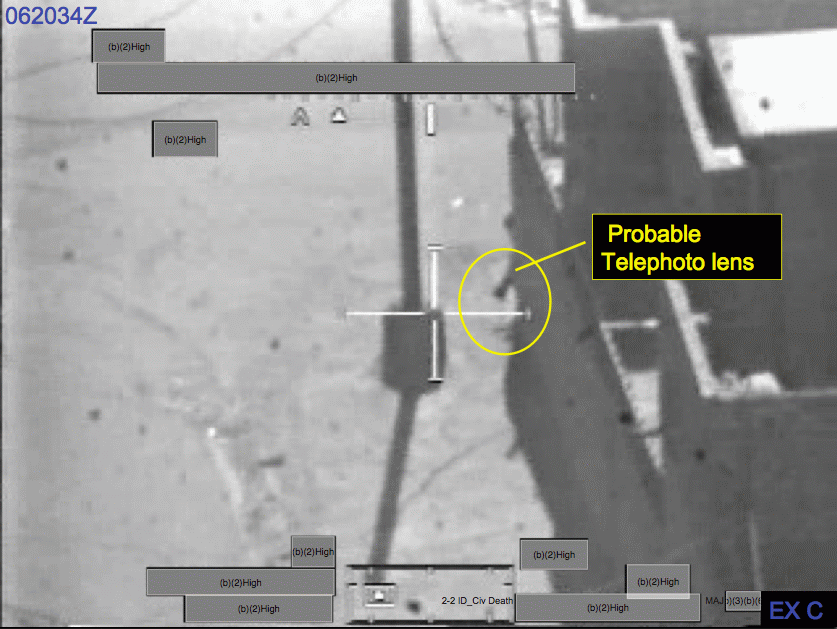
فیلمبردار در حال مشاهده اطراف از گوشه دیوار
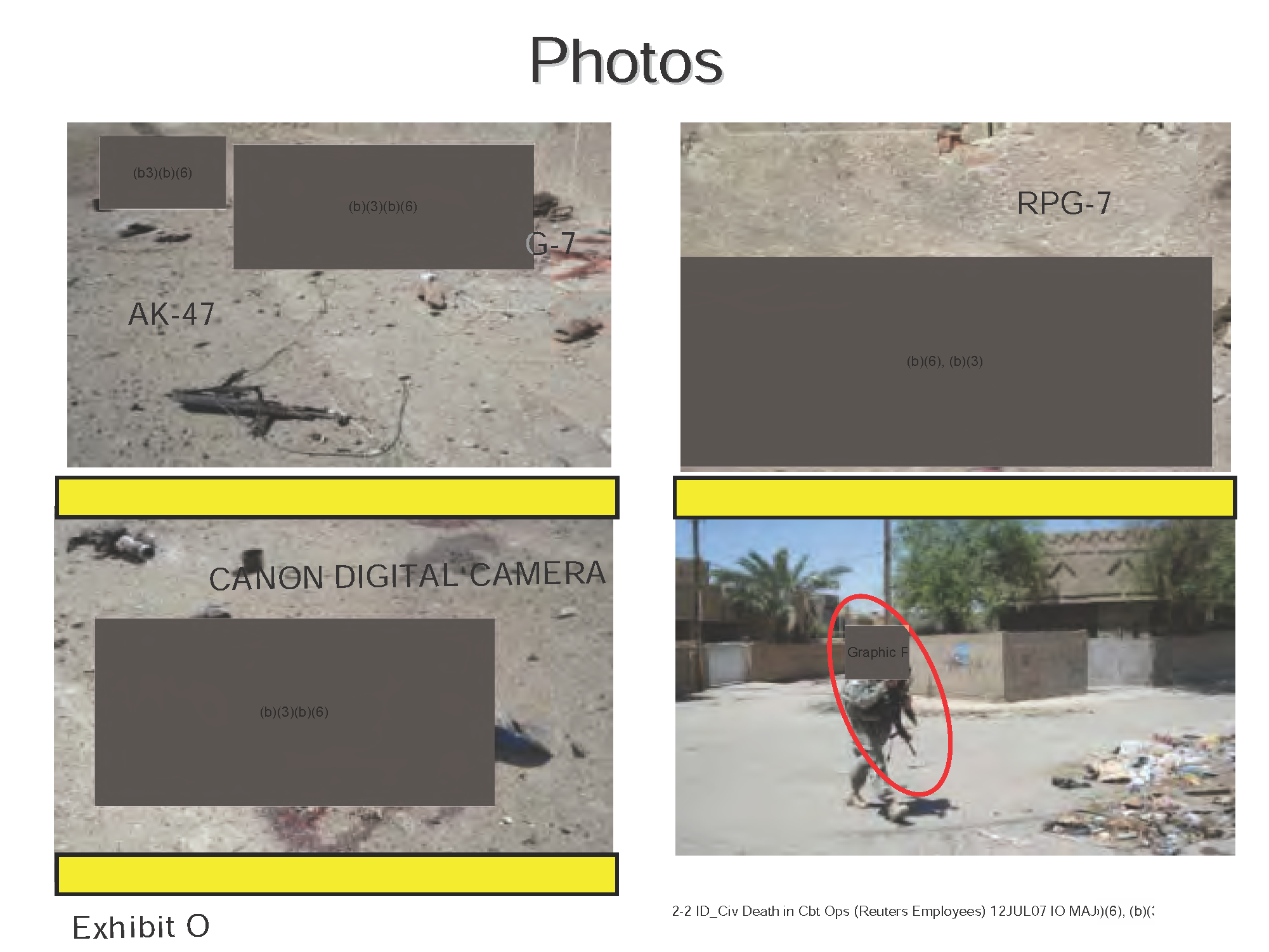
تصویر برداشته شده به‌وسیلهٔ نیروهای مستقر در زمین که به محل می‌رسند

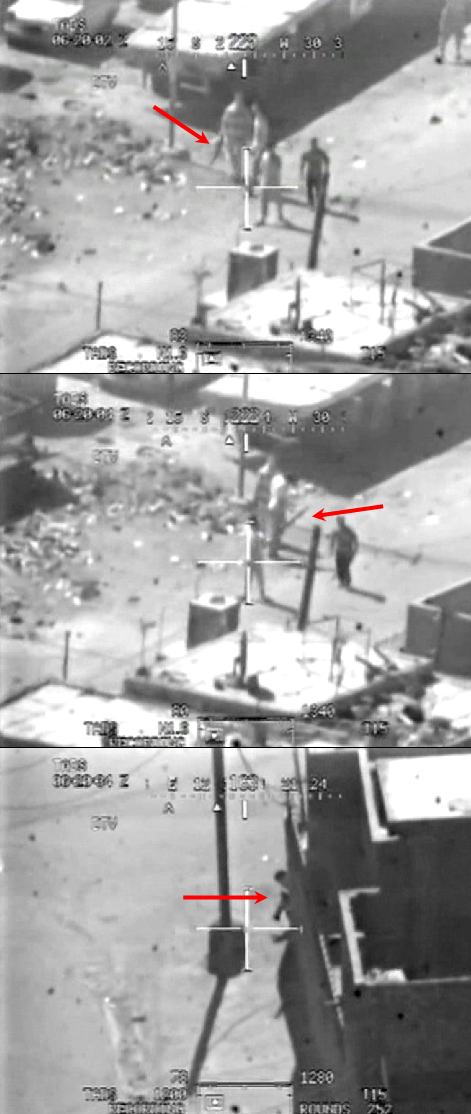
تصویر مات از ویدیوی نشت یافته که افرادی که به نظر می‌آید دوربینهای مجهز به لنز زوم اسلحه را حمل می‌کنند و/یا بازی نور و سایه